# آشبورن (فرجينيا)
أشبورن (بالإنجليزية: Ashburn)‏ هو مركز تعداد للسكان (CDP) في مقاطعة لودون (فيرجينيا)، أغنى مقاطعة في البلاد لمدة سنتين متتاليتين. اعتبارا من عام 2010 لتعداد السكان بالولايات المتحدة، كان عدد سكانها 43511.تقع على بعد 30 ميلا (48 كم) شمال غرب العاصمة واشنطن وتعتبر جزء من منطقة العاصمة واشنطن.

## أعلام
- نيت ديفيس
- شاين جونسون
- فيكتور ماركيتي
- هولي كينغ
- كيفن ميتشيل